# Leandro Ruiz
Leandro Ruiz (Madrid, 1822 - ?) fou un compositor espanyol. De 1852 a 1878 fou, amb breus interrupcions, mestre de cors del Teatro Real. També dirigí diverses companyies d'òpera en províncies i al teatre li'n donà diverses sarsueles, tals com, El cantar español (1872); La ocasión la pintan calva (1878) i d'altres.